# 尚書增二
天龍座20，又名BD+65 1159，HD 153697、SAO 17285、HR 6319，是天龍座的一颗恒星，视星等为6.41，位于銀經95.55，銀緯36.45，其B1900.0坐标为赤經16h 55m 55.4s，赤緯+65° 36.45′ 28″。